# تيريزا فولر
تيريزا فولر (بالإنجليزية: Therese Fowler)‏ (22 أبريل 1967، إلينوي في الولايات المتحدة)؛ روائية أمريكية.

## روابط خارجية
- تيريزا فولر على موقع IMDb (الإنجليزية)